# 1969 în informatică
- 1968 în informatică — 1969 în informatică — 1970 în informatică

1969 în informatică a însemnat o serie de evenimente noi notabile:

## Evenimente
- 1 iulie: În Franța este creată Compagnie Générale d'Informatique
- Este creată Compuserve
- Niklaus Wirth a creat limbajul Pascal
- Kenneth Thompson și Denis Ritchie finalizează dezvoltarea primului UNIX.
- Este inventată imprimanta laser Xerox

## Vezi și
- Istoria informaticii
- Istoria mașinilor de calcul
- Istoria Internetului